# Greeniopsis multiflora
Greeniopsis multiflora är en måreväxtart som först beskrevs av Adolph Daniel Edward Elmer, och fick sitt nu gällande namn av Elmer Drew Merrill. Greeniopsis multiflora ingår i släktet Greeniopsis och familjen måreväxter.
Artens utbredningsområde är Filippinerna. Inga underarter finns listade i Catalogue of Life.